# Koskivaara (Nattavaara)
Koskivaara is een dorp binnen de Zweedse gemeente Gällivare. Het ligt in het binnenland aan een eigen weg en vormt een halteplaats (Kva) en passeergelegenheid aan de Ertsspoorlijn.
Binnen dezelfde gemeente bestaat nog een dorp Koskivaara, 35 kilometer verwijderd van dit dorp.